# Soko 522
Soko 522 je batni šolski vojaški trenažer in lahki jurišnik Jugoslovanskega vojnega letalstva proizveden v družbi Soko v Mostarju. Letalo je namenjeno za nadaljnjo in bojno šolanje vojaških pilotov o navigaciji, izvidovanju, slikanju, letenju formacij, akrobacij, streljanju, bombardiranju in raketiranju. Skonstruiran je bil pod vodstvom Slovenca Iva Šoštariča. Glavni uporabnik je bila vojaška letalska akademija v Zadru. Letalo ima 9-valjni 22 litrski 600-konjski ameriški kompresorsko polnjen radialni motor Pratt & Whitney in dva težka mitraljeza Browning 12.7 mm ter pod krilne nosilce orožja za dve bombe ali dve ne vodene rakete.  

## Kulturni vpliv
Soko 522 je v filmih nastopal veliko v vlogi nemškega lovca Focke-Wulf Fw 190, bil je množično uporabljen v vojaških filmih: 
- Bitka na Neretvi 1969
- Kelly's Heroes 1970
- Eine Armee Gretchen 1972
- Sutjeska 1973
- Cross of Iron 1977
- Partizanska eskadrilja 1979
- Lili Marleen 1981
- Daleko nebo 1982

## Operativna uporaba
Soko 522 je bil namenjen zamenjavi lesenega letala Utva 213 Vihor od leta 1958 dalje in je bil narejen na osnovi ameriškega šolskega letala North American T-6 Texan. Leta 1966 so začeli letala Soko 522 zamenjevati z reaktivnimi šolskimi letali SOKO G-2 Galeb. Letalo 522 je letalu T-6 Texan zelo podobno po letalnih lastnostih, s tem da je ugodnejše pri vzletanju in pristajanju.   
Dovoljeni manevri z letalom : Spirala, Borbeni zavoj, Split S (1/2 valjčka in 1/2 lupinga), Luping, Immelmann, Valjček, Sveder (kovit).
Remontni zavod JRV so bili usposobljeni za preglede in popravila letala 522 in njegovega motorja na vseh ravneh. Večjih težav z odpovedmi in okvarami ni bilo. Pri propelerjih ni bilo tako. Mnogi od njih so bili uporabljeni v vojni in po popravilu vrnjeni v rezervne zaloge. Težava je v tem, da so bili med vojno odmontirani iz ameriških letal, ki so z njimi pristala na zemljo brez podvozja, kar je zvilo krake propelerja, v vojnih razmerah je njihovo popravilo potekalo s hladnim ravnanjem, kar je povzročilo utrujenost materiala napetosti ter zmanjšalo odpornost na obremenitve. Konice takih propelerjev so se med letom zlomile. V šolskem centru v Zadru je bilo več primerov tovrstnih nesreč in katastrof. Strokovne službe za letalske materiale Letalsko tehničnega inštituta so to težavo rešile z metodo termičnega sproščanja materiala oz. so propelerje tudi rezali in jih skrajšali, da bi omilili ta problem, žal po originalnih delih iz ZDA niso posegali, ki bi rešili težave.
Soko 522 je obrožen z 2 ameriškima mitraljezoma M3 Browning 12.7 mm in 4 x 25 kg bombam ali 2 x 50 kg bombi ali 2 nevodeni ameriški raketi: šolski raketi SCAR 2.25'' za trenažo ali bojni raketi HVAR 5''. 
| Režim                    | Polnjenje | Obrati   | Pretok goriva     | Trajanje  | Hitrost TAS                                                     |
| ------------------------ | --------- | -------- | ----------------- | --------- | --------------------------------------------------------------- |
| Pristajanje              | odvzeto   | 2250 RPM | N/A               | N/A       | 185 km/h (100 kts)                                              |
| Spuščanje                | 20 InHg   | 2200 RPM | 18 GPH, 68 lit/h  | neomejeno | 220 km/h (120 kts)                                              |
| Ekonomično Križarjenje   | 23.5 InHg | 1900 RPM | 27 GPH, 103 lit/h | neomejeno | 233 km/h (125 kts)                                              |
| Ekonomično Križarjenje   | 25 InHg   | 2000 RPM | 33 GPH, 125 lit/h | neomejeno | 253 km/h (137 kts)                                              |
| Križarjenje 67%          | 26 InHg   | 2000 RPM | 37 GPH, 139 lit/h | neomejeno | 278 km/h (150 kts)                                              |
| Vzpenjanje in zona 92%   | 33 InHg   | 2200 RPM | 64 GPH, 243 lit/h | neomejeno | horizontalno 322 km/h (174 kts) / 200 km/h (110 kts) vzpenjanje |
| Vzletanje in v sili 100% | 36.5 InHg | 2250 RPM | 78 GPH, 295 lit/h | max 5 min | horizontalno 333 km/h (180 kts) / 150 km/h (80 kts) rotacija    |

## Nesreče[1]
- 1964 nesreča
- 1965 Zadar, padel v morje v kovitu zaradi zagozdenega škornja, kadet je umrl
- 1965 trčenje v formacijskem letu, umrla oba kadeta
- 1965 trčenje v formacijskem letu, umrli v obeh letalih 2 inštruktorja in 2 učenca
- 1971 nesreča

## Moduli letala

### Motor in propeler
Letalo ima 9-valjni 22 litrski 600-konjski ameriški radialni motor Pratt & Whitney R-1340-AN-1 Wasp mase 392 kg z enostopenjskim centrifugalnim kompresorjem in reduktorjem, s spremenljivim korakom propelerja Hamilton Standard 12D40. Kompresijsko razmerje valjev 6:1, razmerje kompresorja 10:1, prestavno razmerje reduktorja je 3:2. Soko 522 je v primerjavi z letalom T-6 Texan imel drugačen odvoda zraka za hlajenje motorja. Posledice so povečan hrup, tresljaji in slabše hlajenje motorja. V Letalskem testnem centru so opravili obsežna razvojna testiranja v letu in s sodelovanjem strokovnih služb Letalskega inštituta problem rešili z izvedenimi modifikacijami. Motor uporablja olje W120Plus (AVL-DTD-1120) oz. zimsko W100Plus (AVZ-DTD-1100). Uporabljal je lahko že 95 oktanski osvinčen letalski bencin ali standardni 100 oktanski osvinčen bencin (Avgas 100LL modri), v primeru uporabe 91 oktanskega letalskega osvinčenega bencina je motor smel razviti samo 67% moči oz. 400 konjev (režim polnjenja 26 InHg). Optimalna višina izkoriščenosti kompresorja je 5000 ft AMSL (1500 m nadmorske višine).

### Rezervoarji
Notranji rezervoarji letala so imeli kapaciteto 283 litrov bencina, poleg tega je imelo možnost koriščenja dodatnega zunanjega rezervoarja kapacitete 137 litrov goriva, tako je imel skupno kapaciteto goriva 420 litrov.

### Podvozje
Letalo ima klasično podvozje z uvlačljivimi glavnimi kolesi in neuvlačljivm repnim kolesom. Na 522 ima repno kolo sistem fiksiranja kolesa v srednji položaj v ravnini simetrije (originalno: repni točak ukočen). Posebnost letala je bila, da so se lahko krila zložila za varčevanje s prostorom kot mornariškim letalom.

### Elektrika
Letalo je imelo 28V DC električni sistem z 1,2 KW generatorjem M-3, ki je bil gnan preko multiplikatorja s frekvenco 2500-4500 rpm, regulator napetosti je RN-100 in uravnaval napetost med 26,5-28,5V. Akumulator 12A30 je bil 24 V DC kapacitete 30 Ah.

## Uporabniki
Jugoslavija
- Ratno vazduhoplovstvo i protivvazdušna odbrana SFRJ
  - 460. eskadrila lake borbene avijacije (1961-67.)
  - 461. eskadrila lake borbene avijacije (1961-68, 1973-77.)
  - 462. eskadrila lake borbene avijacije (1961-68, 1973-77.)
  - 463. eskadrila lake borbene avijacije (1961–66.)
  - 464. eskadrila lake borbene avijacije (1961–66.)
  - 465. eskadrila lake borbene avijacije (1961–66.)

## Plovna letala
Po umiku iz vojaške uporabe ga je uporabljala teritorialna obramba po Jugoslaviji in ob snemanju tujih kot domačih filmov. Danes v nobeni od nekdanjih jugoslovanskih republik ni plovnih primerkov. Nekateri primerki so bili prodani civilnim tujim strankam in še vedno letijo. Znana plovna letala:
 ZDA
- MSN: U-210, Registracija: N210TU, lastnik John Magoffin, Tucson, Arizona, poškodovano zaradi pristanka z uvlečenimi kolesi.
- MSN: 021, Registracija: N121DV oz. NX121DV/ 60121

 Francija
- MSN: 068, 60168 Registracija: F-AZMG, leteče

## Razstavni eksponati
Slovenija
- Park vojaške zgodovine Pivka

Eno ne obnovljen eksponat
 Srbija
- Muzej letalstva Jugoslavije Beograd

Razstavljeni trije eksponati: 60132, 60157, 60204
 Bosna in Hercegovina
- Letališče Mostar LQMO

Eno letalo na vhodu 60143  (v barvah USAF verjetno iz filma Kelly's Heroes)

## Specifikacije
Upravljanje avionom 522

Splošne karakteristike
- Posadka: 1 učenec + 1 inštruktor
- Dolžina: 8.773 m (28 ft 9.32 In)
- Razpon kril: 11 m (36 ft 1.07 In)
- Višina: 3.69 m (12 ft 1.28 In)
- Površina kril: 17.98  m 2 (193.53 ft2 square foot)
- Aeroprofil: 23018 koren 23012 konica
- Vitkost: 6,73
- Teža praznega letala: 2017kg (4 447 lbs)
- Maks. vzletna teža: 2,680 kg (5 908 lbs)
- Pogon letala: 1 ×  Kompresorski Pratt & Whitney R-1340-AN-1 Wasp 392kg , vzletna moč 600 BHP pri 2250 rpm in 36 InHg pri 95 oktanih 
 trajna moč 550 BHP pri 2200 rpm in 32.5 InHg in max 400 BHP pri 2000 rpm in 26 InHg na 90 oktanih ()
- Propelerji: Hamilton Standard 12D40
  - Premer propelerja: 2,754 m (108.42 In)
- Load Factor: +4G, -1.5G

 Zmogljivost 
- Neprekoračljiva hitrost: 440 km/h (238 kts)
- Maks. hitrost: 333 km/h (1115 ft AMSL, 36InHg, 2200RPM) (180 kts) 5 min
- Hitrost porušitve vzgona: 142 km/h (77 kts) 
 * 126 km/h (68 kts) landing configuration
- Doseg: 605 km (327 NM) 22.5 InHg, 1650RPM, 222km/h, ft, 2h 40'
- Bojni radij: 302 km (163 NM) 31 InHg, 2200 RPM, 320km/h, 6500 ft, 0h 56min
- Največji doseg: 825km z zunanjim rezervarjem pri 208 km/h (112kts) (445 NM)
- Trajanje leta: 2h 46' (pri 22 InHg, 1600 RPM, 214km/h, 5000 ft)
- Višina leta: 5,070m (16 630 ft seriska) 5 425 m absolutna
- Hitrost vzpenjanja: 6,1 m/s (1200 fpm) čas penjanja do servisne višine FL166 31min 15sec
- Obremenitev kril: 111.902 kg/ m2 ()
- Razmerje moč/teža: 0.22  kg/hp ()
- Takeoff roll: 384 m
- Landing roll: 589 m
- Takeoff distance to 50 ft (15 m): 519 m
- Landing distance from 50 ft (15 m): 939 m
- Max hitrost zakrilc :198 km/h (107 kts)
- Max hitrost premikanja koles: 220 km/h (120 kts)
- Pristajalna hitrost: 140 - 185 km/h (75-100 kts)

Oborožitev

- Strelno orožje: 
 2 x M3 Browning .50 (12.7 mm) 150 nabojev (strelivo 39,5 kg) domet 4,8-6,6 km,
- Nosilci za orožje: 
 1 x fotokamera KFM-C-45 1000 okvirjev
- Rakete: 
 2 x nevodeni raketi SCAR 2.25" (rakete 10,8 kg) za šolanje, 
 2 x nevodeni raketi HVAR-5" (rakete 133,6 kg) za bojno delovanje
- Bombe: 
 2 x 50 kg bombe, 
 4 x 25 kg bombe

Letalska elektronika

- radio AN-ARC-3, VKT 100-156 Mhz doseg 45km na 1000ft, 200km na 10 000ft
- radiokompas AN-ARN-6 100-1750 khZ ali AD-722